# Дани банице
Дани банице је гастро-туристичка манифестација која се сваке године одржава у Белој Паланци још од 2005. Сам назив се односи на специфичну врсту домаће пите која се у белопаланачком и пиротском крају као и у Бугарској и Македонији назива "Баница".
Чине је такмичарски и ревијални део у припремању домаћих пита и традиционалних специјалитета. Сваке године је све више учесника и посетилаца. Задњих година је велики број гостију из Бугарске и других земаља.
Тематски манифестација је подељена у три дела (најчешће се одржава три дана: друга недеља августа од петка до недеље):
- Дани банице 2018.годинеРевијални део дегустација традиционалних специјалитета белопаланачког краја: рибља чорба, извиђачки пасуљ, белмуж, ловачка мућкалица. Поред тога се приказује начин прављења „Домаће банице”.
- Такмичарски део је надметање у прављењу „најбоље банице”. Такмичаре оцењује жири, а најбољи добијају признања.
- Белопаланчанка и "Дани банице" 2019.г.Олимпијада за децу, припремање „Банице за децу” и такмичење деце у прављењу банице.

Циљ манифестације је да се сачувају и негују обичаји, култура и традиција белопаланачког краја. Манифестацију прате разни културно уметнички програми.